# Philo McCullough
Philo McCullough (San Bernardino, 16 giugno 1893 – Burbank, 5 giugno 1981) è stato un attore statunitense.

## Biografia
Dal 1914 fino al 1969, l'anno in cui uscì Non si uccidono così anche i cavalli?, l'ultima sua pellicola dove aveva un piccolo ruolo di comparsa, prese parte a oltre trecento film. Negli anni cinquanta e sessanta, lavorò anche in televisione, soprattutto in serie di genere western.

## Filmografia
Filmografia tratta da IMDb - se non viene riportato il nome del regista, questo non appare nella filmografia

### 1914
- Unto the Third and Fourth Generation, regia di Edward LeSaint - cortometraggio (1914)
- While Wifey Is Away, regia di Fred Huntley - cortometraggio (1914)
- The Squatters, regia di Fred Huntley - cortometraggio (1914)
- Who Killed George Graves?, regia di Edward LeSaint - cortometraggio (1914)
- The Livid Flame, regia di Francis J. Grandon - cortometraggio (1914)

### 1915
- Who Pays?, regia di Harry Harvey, H.M. Horkheimer e Henry King - serial cinematografico (1915)
- The Jest of Jealousy - cortometraggio (1915)
- Today and Tomorrow (1915)
- The Rim of the Desert (1915)
- Straws in the Wind (1915)
- The Mesh of the Net - cortometraggio (1915)
- Neal of the Navy, regia di William Bertram e W.M. Harvey - serial (1915)
- The Toilers of the Sea (1915)
- The Adventures of a Madcap (1915)
- A Woman's Wiles (1915)
- The Red Circle, regia di Sherwood MacDonald - serial (1915)

### 1916
- The House of Mystery (1916)
- A Slave of Corruption (1916)
- Shadows, regia di B. Reeves Eason (1916)
- Pay Dirt, regia di Henry King (1916)
- Sibyl's Scenario (1916)
- The Ancient Blood, regia di Charles Bartlett (1916)
- The Grip of Evil, regia di W.A.S. Douglas e Harry Harvey (1916)
- The Power of Evil, regia di E.D. Horkheimer e H.M. Horkheimer (1916)
- From the Deep (1916)

### 1917
- Vengeance of the Dead, regia di Henry King (1917)
- The Neglected Wife, regia di William Bertram (1917)
- In the Talons of an Eagle, regia di Francis J. Grandon - cortometraggio (1917)
- Captain Kiddo, regia di W. Eugene Moore (1917)
- The Martinache Marriage, regia di Bert Bracken (Bertram Bracken) (1917)
- Tears and Smiles, regia di William Bertram (1917)
- The Secret of Black Mountain, regia di Otto Hoffman (1917)

### 1918
- The Legion of Death, regia di Tod Browning (1918)
- The Price of Folly (1918)
- Sold for Gold (1918)
- The Girl Who Wouldn't Quit, regia di Edgar Jones (1918)
- A Rich Man's Darling, regia di Edgar Jones (1918)
- The Dream Lady, regia di Elsie Jane Wilson (1918)
- Daughter Angele, regia di William C. Dowlan (1918)
- Amore moderno (Modern Love), regia di Robert Z. Leonard (1918)
- The Goat, regia di Donald Crisp (1918)
- Quicksand, regia di Victor Schertzinger (1918)

### 1919
- Child of M'sieu, regia di Harrish Ingraham (1919)
- Johnny-on-the-Spot, regia di Harry L. Franklin (1919)
- Happy Though Married, regia di Fred Niblo (1919)
- Extravagance, regia di Victor Schertzinger (1919)
- Spotlight Sadie, regia di Laurence Trimble (1919)
- Lord and Lady Algy, regia di Harry Beaumont (1919)
- The Market of Souls, regia di Joseph De Grasse (1919)
- Soldiers of Fortune, regia di Allan Dwan (1919)
- The Gay Lord Quex, regia di Harry Beaumont (1919)

### 1920
- The Great Accident, regia di Harry Beaumont (1920)
- The Untamed, regia di Emmett J. Flynn (1920)
- The Scoffer, regia di Allan Dwan (1920)
- A Splendid Hazard, regia di Arthur Rosson (1920)
- In the Heart of a Fool, regia di Allan Dwan (1920)
- The Little Grey Mouse, regia di James P. Hogan (1920)
- Flame of Youth, regia di Howard M. Mitchell (1920)

### 1921
- Partners of Fate, regia di Bernard J. Durning (1921)
- The Blushing Bride, regia di Jules Furthman (1921)
- The Lamplighter, regia di Howard M. Mitchell (1921)
- The Primal Law, regia di Bernard J. Durning (1921)

### 1922
- The Right That Failed, regia di Bayard Veiller (1922)
- Seeing's Believing, regia di Harry Beaumont (1922)
- Strange Idols, regia di Bernard J. Durning (1922)
- The Married Flapper, regia di Stuart Paton (1922)
- West of Chicago, regia di Scott R. Dunlap, C.R. Wallace (1922)
- More to Be Pitied Than Scorned, regia di Edward J. Le Saint (1922)
- Calvert's Valley, regia di John Francis Dillon (1922)
- A Dangerous Adventure, regia di Jack L. Warner e Sam Warner (1922)
- A World of Folly, regia di Frank Beal (1922)
- Heroes of the Street, regia di William Beaudine (1922)
- The Strangers' Banquet, regia di Marshall Neilan (1922)

### 1923
- The First Degree, regia di Edward Sedgwick (1923)
- The Fourth Musketeer, regia di William K. Howard (1923)
- Trimmed in Scarlet, regia di Jack Conway (1923)
- The Man Between, regia di Finis Fox (1923)
- Trilby, regia di James Young (1923)
- Yesterday's Wife, regia di Edward J. Le Saint (1923)
- Forgive and Forget, regia di Howard M. Mitchell (1923)

### 1924
- The Judgment of the Storm, regia di Del Andrews (1924)
- Hook and Ladder
- Daughters of Today, regia di Rollin S. Sturgeon (1924)
- Ladies to Board, regia di John G. Blystone (1924)
- The Dangerous Blonde, regia di Robert F. Hill (1924)
- Racing for Life, regia di Henry MacRae (1924)
- The Slanderers, regia di Nat Ross (1924)
- Great Diamond Mystery, regia di Denison Clift (1924)
- The Chorus Lady, regia di Ralph Ince (1924)
- La moglie del centauro (The Wife of the Centaur), regia di King Vidor (1924)

### 1925
- Dick Turpin, regia di John G. Blystone (1925)
- The Mansion of Aching Hearts, regia di James P. Hogan (1925)
- The Boomerang, regia di Louis J. Gasnier (1925)
- Faint Perfume, regia di Louis J. Gasnier (1925)
- Winds of Chance, regia di Frank Lloyd (1925)
- Lorraine of the Lions, regia di Edward Sedgwick (1925)
- The Calgary Stampede, regia di Herbert Blaché (1925)
- Blue Blood, regia di Scott R. Dunlap (1925)

### 1926
- Arizona Sweepstakes, regia di Clifford Smith (1926)
- The Devil's Partner, regia di Fred Becker (1926)
- Chip of the Flying U, regia di Lynn Reynolds (1926)
- The Bar-C Mystery, regia di Robert F. Hill (1926)
- The Savage, regia di Fred C. Newmeyer (1926)
- Mismates, regia di Charles Brabin  (1926)
- Everybody's Acting, regia di Marshall Neilan (1926)
- Ladies at Play, regia di Alfred E. Green (1926)

### 1927
- Life in Hollywood No. 7 (1927)
- La casa degli spiriti (Easy Pickings), regia di George Archainbaud (1927)
- Fire and Steel, regia di Bertram Bracken (1927)
- The Woman Who Did Not Care, regia di Phil Rosen (1927)
- Smile, Brother, Smile, regia di John Francis Dillon (1927)
- We're All Gamblers, regia di James Cruze (1927)
- Silver Valley, regia di Benjamin Stoloff (1927)

### 1928
- The Night Flyer, regia di Walter Lang (1928)
- Tom Mix alla riscossa (Painted Post), regia di Eugene Forde (1928)
- Warming Up, regia di Fred C. Newmeyer (1928)
- Le sette aquile (Lilac Time), regia di George Fitzmaurice e, non accreditato, Frank Lloyd (1928)
- Clearing the Trail, regia di B. Reeves Eason (1928)
- Il potere della stampa (The Power of the Press), regia di Frank Capra (1928)
- South of Panama, regia di Charles J. Hunt (1928)
- The Apache, regia di Phil Rosen (1928)

### 1929
- Untamed Justice, regia di Harry S. Webb (1929)
- The Million Dollar Collar, regia di D. Ross Lederman (1929)
- Tutti per uno (The Leatherneck), regia di Howard Higgin (1929)
- Il giustiziere (The Charlatan), regia di George Melford (1929)
- Rivista delle nazioni (The Show of Shows), regia di John G. Adolfi (1929)

### 1930
- On the Border, regia di William C. McGann (1930)
- Spurs, regia di B. Reeves Eason (1930)

### 1931
- The Phantom of the West, regia di D. Ross Lederman (1931)
- Sheer Luck, regia di Bruce Mitchell (1931)
- Swanee River, regia di Raymond Cannon (1931)
- White Renegade, regia di Jack Irwin (1931)
- Defenders of the Law, regia di Joseph Levering (1931)
- The Vanishing Legion, regia di Ford Beebe, B. Reeves Eason (1931)
- The Sky Spider, regia di Richard Thorpe (1931)
- Branded, regia di D. Ross Lederman (1931)
- Il fantasma di Parigi (The Phantom of Paris), regia di John S. Robertson (1931)
- The Road to Reno, regia di Richard Wallace (1931)

### 1932
- La fattoria maledetta (The Sunset Trail), regia di B. Reeves Eason (1932)
- I violenti del Nevada (South of the Rio Grande), regia di Lambert Hillyer (1932)
- The Wet Parade, regia di Victor Fleming (1932)
- Grand Hotel, regia di Edmund Goulding (1932)
- Heroes of the West, regia di Ray Taylor (1932)
- Jungle Mystery, regia di Ray Taylor (1932)
- Breach of Promise, regia di Paul L. Stein (1932)

### 1933
- The Constant Woman
- The Girl in 419, regia di Alexander Hall, George Somnes (1933)
- Midnight Mary
- Sfidando la vita (Laughing at Life), regia di Ford Beebe (1933)
- Tarzan l'indomabile
- La distruzione del mondo (Deluge), regia di Felix E. Feist (1933)
- Blood Money, regia di Rowland Brown (1933)
- I figli del deserto

### 1935
- The Cactus Kid, regia di Harry S. Webb (1935)
- Il conquistatore dell'India (Clive of India), regia di Richard Boleslawski (1935)
- The Lone Bandit
- Rumba
- Il sergente di ferro (Les Miserables), regia di Richard Boleslawski (1935)
- Gun Smoke, regia di Bartlett A. Carre (1935)
- Chinatown Squad
- Il ponte(Stranded), regia di Frank Borzage (1935)
- Born to Gamble
- Captured in Chinatown
- Il volontario del pericolo
- Orchids to You
- Wanderer of the Wasteland, regia di Otho Lovering (1935)
- L'uomo che sbancò Montecarlo (The Man Who Broke the Bank at Monte Carlo), regia di Stephen Roberts (1935)
- La dominatrice (Annie Oakley), regia di George Stevens (1935)

### 1936
- Riffraff
- The Broken Coin, regia di Albert Herman (1936)
- The Adventures of Frank Merriwell
- La banda dei razziatori (The Lawless Nineties), regia di Joseph Kane (1936)
- Annie del Klondike
- L'uomo senza volto (The Preview Murder Mystery), regia di Robert Florey (1936)
- The Crime of Dr. Forbes
- High Tension, regia di Allan Dwan (1936)
- A Son Comes Home
- Born to Fight, regia di Charles Hutchison (1936)
- Mad Holiday
- La conquista del West (The Plainsman), regia di Cecil B. DeMille (1936)
- The Accusing Finger, regia di James Hogan (1936)

### 1941
- L'inafferrabile signor Jordan (Here Comes Mr. Jordan), regia di Alexander Hall (1941)

### 1944
- La nave della morte (Follow the Boys), regia di A. Edward Sutherland (1944)

### 1969
- Non si uccidono così anche i cavalli? (They Shoot Horses, Don't They?), regia di Sydney Pollack (1969)